# District of Columbia
District of Columbia (obično kratko nazivan DC ili D.C., ili the District).- neovisni savezni distrikt u SAD-u; 177 km² (519,000 st. 1999.), na lijevoj obali rijeke Potomac (38° 47′ do 39°n; 76° 55′ do 77° 07′ w.), duž granice Marylanda (40 km) i Virginije (19 km). Kada su na području Virginije 1607. godine Englezi podignuli utvrđeni grad Jamestown, područje današnjeg distrikta naseljavali su Indijanci Nacotchtank, pleme iz grupe algonkinskih Indijanaca. Prvi bijelac koji dolazi na područje današnjeg Distrikta bio je engleski trgovac krznima Henry Fleete, kojega su 1622. zarobili Indijanci, i držali ga u zatočeništvu nekoliko godina. Nakon donošenja američkog Ustava (1787) ovaj maleni komad zemlje rezerviran je za federalnu vladu i utemeljen kongresnim aktom šesnaestoga dana mjeseca srpnja 1790. Njegovo mjesto izabrao je prvi američki predsjednik George Washington (1791), koji je označio dio obale duž Potomaka, ne duži od 16 kilometara, na kojem će kasnije niknuti grad koji će u njegovu čast biti prozvan Washingtonom i postat glavnim gradom Sjedinjenih Država. Prvi američki predsjednik koji je vladao iz Bijele kuće bio je John Adams. 

## Vanjske poveznice
- Službene stranice
- D.C. Public Schools
- DC Bar
- D.C. Courts' home page  Arhivirana inačica izvorne stranice od 9. travnja 2007. (Wayback Machine)